# Joaquim José Insley Pacheco
Joaquim José Insley Pacheco (Cabeceiras de Basto, 1830 – Rio de Janeiro, 1912) foi um fotógrafo, foto-pintor, pintor, professor e retratista português que veio viver e trabalhar no Brasil.

## Biografia
De Portugal, quando este era Reino, Pacheco veio ao Brasil, na época do Império, na sua juventude. Nos anos de 1849 e 1851, estudou com Jeremiah Gurney e Mathew Brady, grandes fotógrafos da época, em Nova Iorque. Na sua volta ao Brasil fundou um estúdio no Rio de Janeiro e graças à qualidade de seus trabalhos recebeu o título de Fotógrafo da Casa Imperial em 1855.
Participou dos salões da Academia Imperial de Belas Artes de 1859, 1864, 1865, 1866, 1867, 1868, 1875. Recebeu uma medalha de prata na exposição de 1866.
Estudou pintura e desenho com François-René Moreaux e Karl Linde. Além disso, era discípulo de Arsênio da Silva, com quem aprendeu técnicas em têmpera guache.
Sua obra retrata a família real, políticos e aristocratas de seu tempo. Foi também exímio paisagista.